# Успенский, Николай Алексеевич
Николай Алексеевич Успе́нский (1887—1963) — советский педагог, биолог, специалист в области семеноводства..

## Биография
Родился 12 (24) сентября 1887 года в семье земского врача, состоявшего в чине коллежского советника, в городе Юрьев-Польский (ныне Владимирская область). Когда Н. А. Успенскому исполнилось 15 лет, ушёл из жизни отец, и Успенский вынужден был зарабатывать частными уроками математики, физики и латинского языка. После окончания гимназии, с октября 1906 по июнь 1907 год, Успенский учился в Лозанне (Швейцария) изучая  естественные науки; затем в 1909 году он поступил на отделение естественных наук физико-математического факультета Московского университета и в 1912 году успешно закончил его по специальности «Ботаника». Затем он продолжал обучение уже на агрономическом факультете Московского сельскохозяйственного института, который закончил в 1915 году по специальности «Растениеводство».
В 1915—1917 годах он учился в аспирантуре кафедры частного земледелия и агрохимии под руководством профессора Д. Н. Прянишникова. С 1914 года он самостоятельно проводил занятия в учебном хозяйстве Голицинских высших сельскохозяйственных курсов при институте, а впоследствии, в 1916—1917 годах, заведовал им.
В сентябре 1917 года директор Воронежского сельскохозяйственного института профессор К. Д. Глинка принял его на должность ассистента кафедры частного земледелия. В 1922 году он стал доцентом, в 1931 году — профессором. Н. А. Успенский был заведующим кафедрой селекции и семеноводства с момента создания её в 1930 году до последних дней жизни.
Заслуги Н. А. Успенского в области селекции и семеноводства были отмечены присуждением ученой степени доктора сельскохозяйственных наук в 1940 году. В августе 1942 года Успенский был в эвакуации в городе Камень-на-Оби в Алтайском крае, где разработал метод подбора родительских пар для гибридизации на основе различий в темпах роста.
Его научная деятельность охватывает широкий спектр вопросов селекции масличного подсолнечника (1922), озимой ржи (1923), семеноводства полевых культур (1943). Успенский принимал деятельное участие в организации работ на Воронежской масличной станции и в её филиале — Вейделевском опытном поле по селекции подсолнечника на устойчивость к заразихе. Его научные интересы затрагивали также селекционное изучение яровой пшеницы, эспарцета, сахарной свеклы (1920). Под руководством Н. А. Успенского были выведены 3 сорта масличного подсолнечника («Фуксинка ВСХИ», «Зеленка 61», «Фуксинка 62»), сорт озимой ржи «Воронежская СХИ»..
В 1958 году деятельность кафедры селекции и семеноводства ВСХИ подверглась критике со стороны последователей Т. Д. Лысенко.

## Награды и премии
- отличник сельского хозяйства (1942)
- два ордена Трудового Красного Знамени (1944; 11.2.1948)
- медаль «За доблестный труд в Великой Отечественной войне 1941—1945 гг.»
- Сталинская премия третьей степени (1947) — за выведение нового сорта озимой ржи «Воронежский СХИ»[2][3].
- заслуженный деятель науки РСФСР